# 박은선 (축구 선수)
박은선(朴恩善, 1986년 12월 25일~)은 대한민국의 전직 축구 선수로 현역 시절 포지션은 공격수이다. 현역 시절 대한민국 여자 축구 국가대표팀의 일원으로 활동했으며 월드컵 4회 참가했다. 한국 여자 축구계의 즐라탄 이브라히모비치로 불렸다.

## 어린 시절
1986년 12월 25일 강화군 교동면에서 태어났다. 중학교 1학년 때 동네의 아는 오빠들의 권유로 창덕여자중학교로 전학한 뒤 축구를 처음 전문적으로 시작했으며 처음에 반대하시던 아버지도 이후에는 자주 박은선을 지원했다.
그 후 중학교 2학년까지는 키가 150cm대였지만 이후 키가 갑작스럽게 커지면서 현재의 180cm가 넘는 장신이 되었고 청소년 축구 대표팀에도 꾸준히 발탁되면서 많은 언론의 주목을 받았다.

## 구단 경력

### 서울시청 1기
서울동산고등학교 졸업 후 어려운 집안 사정으로 인해 2005년 서울시청 입단을 통해 프로에서의 전격 데뷔를 알린 뒤 2005년 전국체육대회에서 금메달까지 따냈지만 '고교 선수는 2년간 대학에서 뛰어야 한다'는 한국여자축구연맹의 세칙을 어겼다는 이유로 연맹 측으로부터 연맹 주관 3개 대회 출전 금지 조치를 받았고 국제 대회에 나설 때마다 불거진 성별 검사 논란, 국가대표팀 무단 이탈 등으로 물의를 일으키며 2006년부터 2009년까지 소속팀이 없는 상태로 지내야 했다.
그러다가 2009년 말 서울시청으로 복귀했지만 이듬해인 2010년 6월 20일 휴가 기간 종료에도 불구하고 팀에 복귀하지 않은 채 무단 이탈하는 물의를 일으켰으며 이후에도 여러 차례 팀에서 무단 이탈을 하여 논란이 되었다.
“어릴 때 꿈은 당연히 국가대표선수가 되는 거였죠. 그런데 제가 막 징계를 맞고 그러면서 나는 우리 팀에서는 하지도 못하는데 대표팀에 가서 뭐하겠나 싶기도 했고, 또 어른들이 너무 싫었어요. 굳이 이렇게 나를 죽이지 않아도 되는데, 나를 내버려둬도 되는데 왜 이렇게까지 괴롭히나 싶기도 했고. 그래서 축구와 관련된 것이 다 싫었어요, 그땐.”
그러다가 2012년 3월 19일 서울시청으로 2년만에 전격 복귀하여 2014년 8월초까지 팀의 주축 공격수 겸 수비수로 활약했고 특히 2013년 WK리그에서는 19골로 득점왕에 오르며 준우승이라는 서울시청 구단 역사상 WK리그 역대 최고 성적을 이끌었으며 이밖에도 2012년 전국체육대회 동메달, 2012년 전국여자축구선수권대회 준우승, 2013년 전국체육대회 금메달 획득에도 크게 기여했다.

### WFC 로시얀카
2014년 8월 초 러시아 쳄피오나트 로시 포 투트볼루 스레디 젠신의 WFC 오시얀카와 1년 6개월 계약을 맺으며 데뷔 이후 처음으로 유럽 무대에 진출하여 2015 시즌까지 활동했다.

### 이천 대교
로시얀카에서의 2시즌 동안의 활동을 마치고 2015년 7월 15일 이천 대교 입단을 통해 국내로 복귀한 뒤 팀이 해체 수순을 밟은 2017 시즌까지 주축 선수로 활동하며 팀의 WK리그 2시즌 연속 준우승과 2017년 WK리그 플레이오프 진출을 이끌었고 특히 2016년 WK리그에서 리그 23경기 13골로 득점 랭킹 3위에 올랐으며 전국체육대회 3회 연속 금메달(2015, 2016, 2017)에도 크게 이바지했다.

### 세종 스포츠토토
이천 대교에서의 맹활약을 바탕으로 2017 시즌 종료 후 ㅍ로 이적하여 2019 시즌까지 활동했으나 주전 자리를 꿰차지 못한 채 2019 시즌 종료 후 스포츠토토와 결별했다.

### 서울시청 2기
2019 시즌을 마치고 스포츠토토와 결별한 뒤 팀 동료 유영아와 함께 친정팀인 서울시청으로 복귀한 이후 2022년 전국체육대회 은메달 획득에 공헌한 뒤 2023 시즌까지 활동하다가 2023 시즌을 끝으로 현역 은퇴를 선언했으며 은퇴 선언 후 13일이 지난 2024년 3월 25일 서울월드컵경기장 보조경기장에서 열린 수원 FC 위민과의 경기에 앞서 조촐한 은퇴식이 치러졌다.

## 국가대표팀 경력

### U-20 대표팀
2004년부터 2006년까지 대한민국 여자 U-20 대표팀 소속으로 13경기 14골이라는 폭발적인 득점력을 과시하며 2004년 AFC U-19 여자 챔피언십 우승을 이끌었을 뿐만 아니라 이 대회 득점왕(8골)과 MVP까지 모두 휩쓰는 기염을 토했다.

### 성인 대표팀
2003년 17세의 나이에 대한민국 여자 A대표팀에 첫 발탁된 뒤 같은 해에 열린 2003년 AFC 여자 아시안컵에서 무려 7골을 터뜨리며 대회 3위 입상 및 대한민국 여자 대표팀 역사상 첫 월드컵 본선 진출에 기여했다.
그 후 한국여자축구연맹으로부터 받은 징계 기간 도중 출전한 2005년 동아시아 여자 축구 선수권 대회에서도 눈부신 활약을 펼치며 초대 대회 챔피언 타이틀 획득에 기여했고 FIFA 올해의 선수 후보에도 이름을 올렸으며 2006년, 한국여자축구연맹 측에서 징계를 철회하기로 결정했으나 2006년 AFC 여자 아시안컵을 앞두고 국가대표팀 훈련 도중 합숙소를 2차례 무단 이탈한 것은 물론 상벌위원회에서도 6개월 국가대표팀 자격 정지 처분을 받았다.
그리고 2009년부터 2013년까지 국가대표팀에 여러 차례 발탁되어 2009년 하계 유니버시아드 금메달, 2010년 아시안 게임 동메달 획득 등에 일조했지만 부상으로 인해 이후 3연속 대표팀 차출이 불발되었다가 2014년 AFC 여자 아시안컵을 앞두고 4년만에 대표팀에 복귀하여 이 대회에서 무려 6골로 득점왕에 오르며 12년만의 월드컵 본선 진출에 기여했고 2015년 여자 월드컵 본선 엔트리에도 전격 합류하여 대한민국 여자 대표팀 사상 첫 월드컵 16강 진출에 일조했으나 고질적인 발목 부상 때문에 2021년까지 대표팀에 발탁되지 못했다.
그러다가 2022년 6월 17일 2020년 하계 올림픽 금메달팀인 캐나다와의 친선 경기를 앞두고 콜린 벨 감독 체제하의 첫 대표팀 발탁이자 7년만의 대표팀 전격 복귀를 알린 이후 2022년 EAFF E-1 풋볼 챔피언십에 참가하여 비록 팀은 대회에 출전한 4팀 중 3위에 머물렀지만 대만과의 최종전에서 4-0의 대승을 거두며 유종의 미를 남겼다.
그리고 2023년 FIFA 여자 월드컵 개최국인 뉴질랜드와의 2번의 평가전(1승 1무)에서 모두 교체로 출전한 이후 2022년 아널드 클라크컵에도 출전한 뒤 2023년 4월 7일 수원월드컵경기장에서 열린 잠비아와의 친선 경기 1차전에서도 교체 출전하여 후반 12분 이금민의 헤더골을 어시스트한 데 이어 후반 추가 시간 무렵 상대팀 골키퍼의 실수를 틈타 팀 승리를 결정짓는 쐐기골로 호주와의 2014년 AFC 여자 아시안컵 4강전 이후 약 9년만에 A매치 득점을 성공시키며 5-2 대승에 일조했으며 또한 36세 107일이라는 대한민국 여자 축구 국가대표팀 역사상 최고령 득점 기록까지 경신했다.
나흘 후 용인미르스타디움에서 열린 친선 경기 2차전에서도 멀티골에 1어시스트로 맹활약하며 팀의 5-0 대승을 이끌었고 이후 2023년 FIFA 여자 월드컵 23인 최종 엔트리에 발탁되며 2015년 FIFA 여자 월드컵 이후 8년 만에 개인 커리어 통산 3번째 여자 월드컵 본선에 나서기도 했으며 같은 해에 열린 2022년 아시안 게임에도 출전한 뒤 북한과의 8강전을 끝으로 여자 A대표팀 유니폼을 반납했다.

## 성 정체성 논란
2010년 중국 대표팀의 감독 상루이화는 박은선이 2010년 AFC 여자 아시안컵에 출전하면 아시아 축구 연맹에 성별 확인을 요청할 것이라고 했으나 박은선이 대표팀에 차출되지 않아 일단락된 바 있다.
박은선이 2004년에 받은 검사결과에 따르면 남성호르몬 농도가 높은 것으로 나온 적이 알려져 있었지만IOC와 FIFA가 남녀 한몸의 출전을 허용하는 대신 남성호르몬이 과도하게 많은(고안드로겐증) 여성의 출전을 금지하는 규정을 2012년에 만들게 되면서 논란이 생겼다.
이후 2013 시즌 종료 후 11월 5일 서울시청을 제외한 WK리그 6개 구단 감독들이 박은선의 성 정체성에 문제를 삼고 '여자가 맞는지 검사해야 한다'며 출전하지 못하게 해달라고 요구하는 일이 발생했으며 2014년에도 박은선이 출전하면 리그 자체를 보이콧하겠다고 한국여자축구연맹에 통보하였다.
이에 서울시청 측은 기자회견을 갖고 "남성호르몬 수치가 높다고 해서 여성이 아니라고 할 수 없다"며 박은선의 성 정체성 논란을 제기한 나머지 6개 구단의 주장에 대해 인권 침해라고 비판했으며국가인권위원회 측에서는 이를 박은선에 대한 성희롱으로 판단해 한국여자축구연맹 측에 재발방지 대책 마련 및 6개 구단의 감독에 대해 징계를 내릴 것을 권고했다.
또한 자유한국당과 민주당 측에서도 박은선의 성 정체성 논란에 대해 인권침해라고 비판했으며영국의 공영 방송인 BBC에서도 이를 집중 보도하기도 했다.
이에 대한 논란이 커지자 이성균 수원 FC 위민 감독은 박은선에게 미안하다는 뜻을 전하며 자진 사퇴했고뒤이어 유동관 이천 대교 감독도 전격 사퇴했으며그 뒤 당시 인천 현대제철 레드엔젤스의 사령탑이었던 최인철 현 인도네시아 축구 국가대표팀 수석 코치 또한 박은선의 성 정체성 논란에 대해 심심한 유감을 표명했다.
그리고 2014년 자진 사퇴한 이성균 감독과 유동관 감독을 제외한 4개 구단의 감독에 대해 한국여자축구연맹 차원에서 징계 절차를 시작했으나그나마도 엄중 경고로 끝났다.

## 학력
- 서울동산고등학교 졸업
- 한양대학교 미래인재교육원 체육학전공 경호비서과정 (2020년 ~ 현재)

## 선수 경력
- 2015년 2월 1일 기준

### 클럽
| 클럽     | 시즌 | 한국여자축구연맹전 (춘계/추계) | 한국여자축구연맹전 (춘계/추계) | 전국여자축구선수권대회 | 전국여자축구선수권대회 | 전국체육대회 | 전국체육대회 | 통산 | 통산 |
| 클럽     | 시즌 | 출장                           | 득점                           | 출장                   | 득점                   | 출장         | 득점         | 출장 | 득점 |
| -------- | ---- | ------------------------------ | ------------------------------ | ---------------------- | ---------------------- | ------------ | ------------ | ---- | ---- |
| 서울시청 | 2005 | -/0                            | -/0                            | -                      | -                      |              |              |      |      |
| 서울시청 | 2006 | 0/-                            | 0/-                            |                        |                        |              |              |      |      |
| 서울시청 | 2007 | 0/3                            | 0/6                            | 3                      | 0                      | 3            | 1            | 9    | 7    |
| 서울시청 | 2008 | 3/-                            | 2/-                            | -                      | -                      | 3            | 1            | 6    | 3    |
| 통산     |      |                                |                                |                        |                        |              |              |      |      |
| 클럽     | 시즌 | WK리그                         | WK리그                         | 전국여자축구선수권대회 | 전국여자축구선수권대회 | 전국체육대회 | 전국체육대회 | 통산 | 통산 |
| 클럽     | 시즌 | 출장                           | 득점                           | 출장                   | 득점                   | 출장         | 득점         | 출장 | 득점 |
| 서울시청 | 2009 | 0                              | 0                              | -                      | -                      | 0            | 0            | 0    | 0    |
| 서울시청 | 2010 | 8                              | 3                              | 0                      | 0                      | 0            | 0            | 10   | 3    |
| 서울시청 | 2011 | 0                              | 0                              | 0                      | 0                      | 0            | 0            | 0    | 0    |
| 서울시청 | 2012 | 20                             | 10                             | 4                      | 1                      | 2            | 0            | 26   | 11   |
| 서울시청 | 2013 | 25                             | 22                             | 0                      | 0                      | 2            | 4            | 27   | 26   |
| 서울시청 | 2014 | 13                             | 9                              | 3                      | 1                      | -            | -            | 22   | 10   |
| 통산     | 통산 | 74                             | 44                             | 7                      | 2                      | 4            | 4            | 85   | 50   |

### 국가대표팀
- 2003년 AFC 여자 챔피언십 국가대표
- 2003년 FIFA 여자 월드컵 국가대표
- 2004년 AFC U-19 여자 챔피언십 국가대표
- 2004년 FIFA U-20 여자 월드컵 국가대표
- 2005년 동아시아 여자 축구 선수권 대회 국가대표
- 2006년 AFC U-19 여자 챔피언십 국가대표
- 2009년 하계 유니버시아드 국가대표
- 2010년 아시안 게임 국가대표
- 2014년 AFC 여자 아시안컵 국가대표
- 2015년 키프로스컵 국가대표
- 2015년 FIFA 여자 월드컵 국가대표
- 2022년 아시안 게임 국가대표
- 2023년 FIFA 여자 월드컵 국가대표

## 국가대표팀 득점 기록
- 2023년 4월 11일 기준
- 득점과 결과 리스트는 대한민국 여자 축구 국가대표팀의 득점을 먼저 기록

| #  | 일시            | 장소          | 상대 국가 | 득점 | 결과 | 경기 형식                             |
| -- | --------------- | ------------- | --------- | ---- | ---- | ------------------------------------- |
| 1  | 2003년 6월 8일  | 태국 방콕     | 홍콩      | 5-0  | 8-0  | 2003년 AFC 여자 챔피언십              |
| 2  | 2003년 6월 8일  | 태국 방콕     | 홍콩      | 6-0  | 8-0  | 2003년 AFC 여자 챔피언십              |
| 3  | 2003년 6월 8일  | 태국 방콕     | 홍콩      | 7-0  | 8-0  | 2003년 AFC 여자 챔피언십              |
| 4  | 2003년 6월 8일  | 태국 방콕     | 홍콩      | 8-0  | 8-0  | 2003년 AFC 여자 챔피언십              |
| 5  | 2003년 6월 10일 | 태국 방콕     | 태국      | 4-0  | 6-0  | 2003년 AFC 여자 챔피언십              |
| 6  | 2003년 6월 10일 | 태국 방콕     | 태국      | 5-0  | 6-0  | 2003년 AFC 여자 챔피언십              |
| 7  | 2003년 6월 12일 | 태국 방콕     | 싱가포르  | 1-0  | 4-0  | 2003년 AFC 여자 챔피언십              |
| 8  | 2004년 4월 18일 | 일본 히로시마 | 괌        | 1-0  | 7-0  | 2004년 하계 올림픽 지역 예선          |
| 9  | 2004년 4월 20일 | 일본 히로시마 | 미얀마    | 1-0  | 7-0  | 2004년 하계 올림픽 지역 예선          |
| 10 | 2004년 4월 26일 | 일본 히로시마 | 북한      | 1-2  | 1-5  | 2004년 하계 올림픽 지역 예선          |
| 11 | 2005년 8월 1일  | 대한민국 전주 | 중국      | 1-0  | 2-0  | 2005년 동아시아 여자 축구 선수권 대회 |
| 12 | 2014년 5월 8일  | 대한민국 파주 | 베트남    | 1-0  | 5-0  | 친선경기                              |
| 13 | 2014년 5월 15일 | 베트남 호찌민 | 미얀마    | 2-0  | 12-0 | 2014년 AFC 여자 아시안컵              |
| 14 | 2014년 5월 15일 | 베트남 호찌민 | 미얀마    | 6-0  | 12-0 | 2014년 AFC 여자 아시안컵              |
| 15 | 2014년 5월 17일 | 베트남 호찌민 | 태국      | 2-0  | 4-0  | 2014년 AFC 여자 아시안컵              |
| 16 | 2014년 5월 17일 | 베트남 호찌민 | 태국      | 3-0  | 4-0  | 2014년 AFC 여자 아시안컵              |
| 17 | 2014년 5월 17일 | 베트남 호찌민 | 태국      | 4-0  | 4-0  | 2014년 AFC 여자 아시안컵              |
| 18 | 2014년 5월 22일 | 베트남 호찌민 | 호주      | 1-1  | 1-2  | 2014년 AFC 여자 아시안컵              |
| 19 | 2023년 4월 7일  | 대한민국 수원 | 잠비아    | 5-2  | 5-2  | 친선 경기                             |
| 20 | 2023년 4월 11일 | 대한민국 용인 | 잠비아    | 2-0  | 5-0  | 친선 경기                             |
| 21 | 2023년 4월 11일 | 대한민국 용인 | 잠비아    | 5-0  | 5-0  | 친선 경기                             |

## 수상

### 클럽
서울시청
- WK리그 : 준우승 (2013)
- 전국체육대회 : 금메달 (2005, 2013), 은메달 (2022), 동메달 (2012)
- 전국여자축구선수권대회 : 준우승 (2012)

이천 대교
- WK리그 : 준우승 (2015, 2016), 3위 (2017)
- 전국체육대회 : 금메달 (2015, 2016, 2017)

### 국가대표팀
대한민국 여자 U-20
- AFC U-20 여자 아시안컵 : 우승 (2004)

 대한민국 (여자)
- AFC 여자 아시안컵 : 3위 (2003), 4위 (2014)
- EAFF E-1 풋볼 챔피언십 : 우승 (2005)

### 개인
- 2003년 AFC 여자 챔피언십 득점왕
- 2004년 AFC U-19 여자 챔피언십 MVP
- 2013년 WK리그 득점왕
- 2014년 AFC 여자 아시안컵 득점왕
- 2014년 5월 MBN 여성스포츠대상 MVP